# مهدي بن عطية (مخرج)
مهدي بن عطية ، من مواليد 7 أغسطس 1968 في تونس، كاتب سيناريوهات ومخرج تونسي.

## سيرته
ينحدر مهدي بن عطية من أسرة برجوازية مكونة من ثلاثة أطفال. واصل تعليمه الثانوي بالمعهد الفرنسي بالمرسى حيث حصل على شهادة الباكالوريا ب1. واصل دراسته بعد ذلك في باريس وتخصص بالسينما. بعد حصوله على شهادة في علم الاجتماع السياسي من جامعة السوربون في عام 1993، شارك في عرض بعض حلقات المسلسلات الهزلية H وإيفا ماغ على قناة كانال+. في عام 1999، بالتعاون مع مع زينة موديانو كتب فيلمًا روائيًا، الصدع. إضافة إلى هذا، فقد شارك في نفس الفترة في كتابة سيناريو فيلم «بعيد» لأندري تاشيناي، الذي تم تصويره في المغرب، و «الغير متسامحين» لنفس المخرجة، تم تصويره في البندقية.
مهدي بن عطية هو أيضا ممثل في فيلم جروغن القصير لزينا موديانو.
في عام 2008، ذهب وراء الكاميرا وأخرج «الخيط»، وهو أيضًا كاتب السيناريو، وتتولى أدواره كلوديا كاردينال وأنتونين ستاهلي فيشوانادان وسليم كيشوش. يتناول الفيلم قصة حب رجلين مثليين في تونس، البلد الذي تعتبر فيه المثية الجنسي جريمة؛ بدأ عرضه في المسارح في 12 مايو 2010. أصدر فيلمه الثاني في عام 2012، «أنا لست ميتًا»، مع مهدي دهبي وإيمانويل سالينجر.
إنضم بن عطية إلى الحكام المحترفين في مهرجان تروي للأفلام القصيرة في نسخة 2015.

## فيلموغرافيا
- 2000: أمام ، فيلم قصير شاركت في إخراجه معه زينة موديانو.
- 2009: الخيط
- 2012: أنا لست ميتا
- عام 2017: حب الرجال مع حفصة حرزي ورؤوف بن عمر.[2]

## روابط خارجية
- مهدي بن عطية على موقع IMDb (الإنجليزية)
- مهدي بن عطية على موقع ألو سيني (الفرنسية)
- مهدي بن عطية على موقع أول موفي (الإنجليزية)
- مهدي بن عطية على موقع قاعدة بيانات الفيلم (الإنجليزية)
- مهدي بن عطية على موقع كينوبويسك (الروسية)